# Jerzy Zieliński (botanik)
Jerzy Zieliński (ur. 1943) – polski botanik (dendrolog, rodolog i batolog).

## Życiorys
Urodzony w 1943. W 1967 ukończył studia na Wydziale Leśnym ówczesnej Wyższej Szkoły Rolniczej w Poznaniu. Stopnie naukowe doktora (1975) i doktora habilitowanego (1986) uzyskał na Wydziale Biologii i Nauk o Ziemi Uniwersytetu im. Adama Mickiewicza w Poznaniu. Tytuł profesora otrzymał w 1992.

## Prace naukowe

### Ogólny przegląd
Uczeń Kazimierza Browicza, jeden z najwybitniejszych znawców dendroflory Polski. Prowadził także badania nad systematyką i geografią flory południowej Europy i południowo-zachodniej Azji. Opracował róże dla Flory Polski i Flora Iranica. Wyniki prowadzonych przez kilkanaście lat badań batologicznych przedstawił w monografii pt. The genus Rubus (Rosaceae) in Poland. Autor 228 prac naukowych, współautor 6 książek.

### Wybrane publikacje
- Flora Iranica. Vol. 142: Ulmaceae (1979)[7]
- Flora Iranica. Vol. 152: Rosaceae II: Rosa (1982)[7]
- Flora Polski – Rośliny naczyniowe. Tom V: Rodzaj Róża - Rosa L. (1987)[8]
- The genus Rubus (Rosaceae) in Poland (2004)[5]

### Gatunki opisane przez Jerzego Zielińskiego

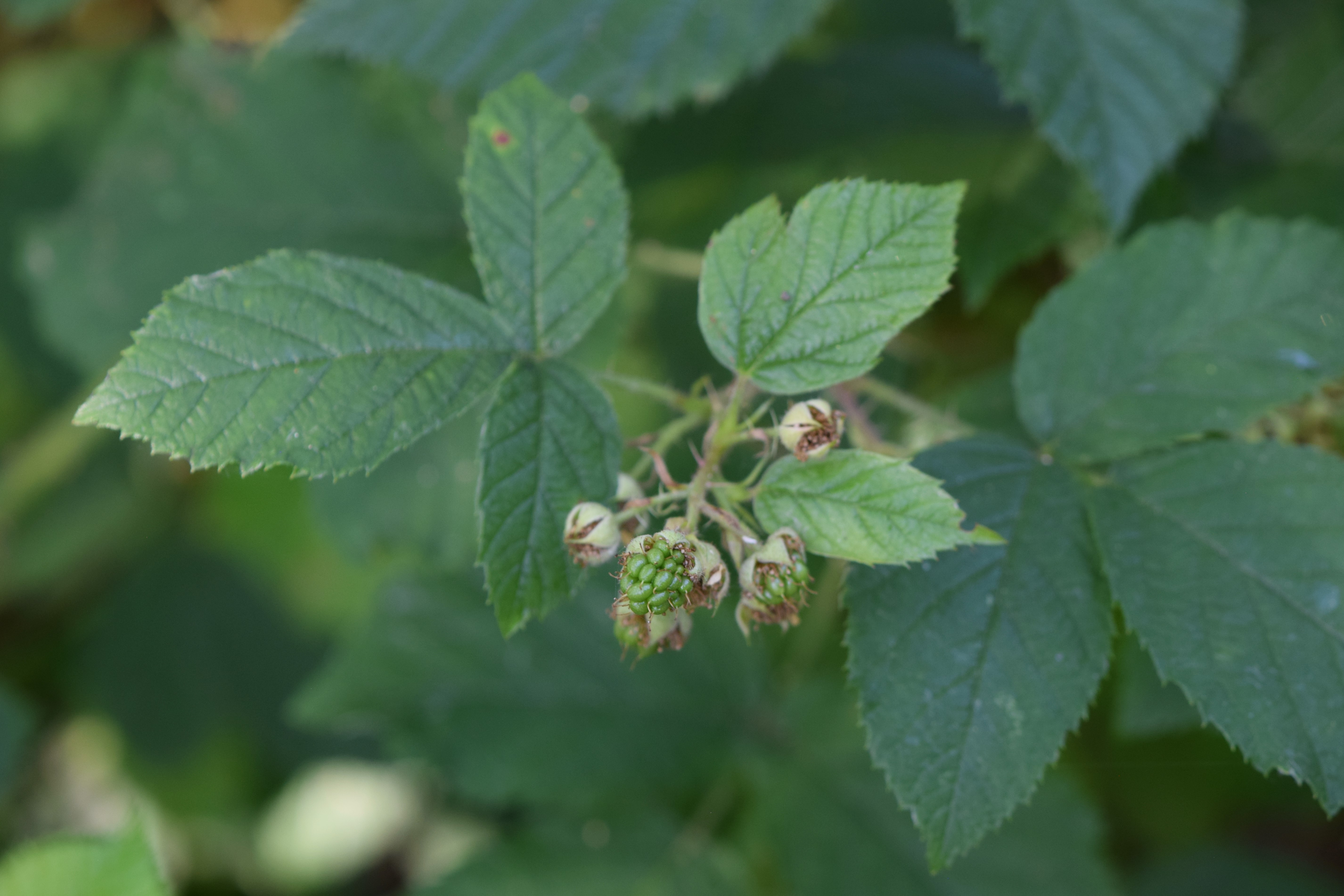
Rubus bohemopolonicus

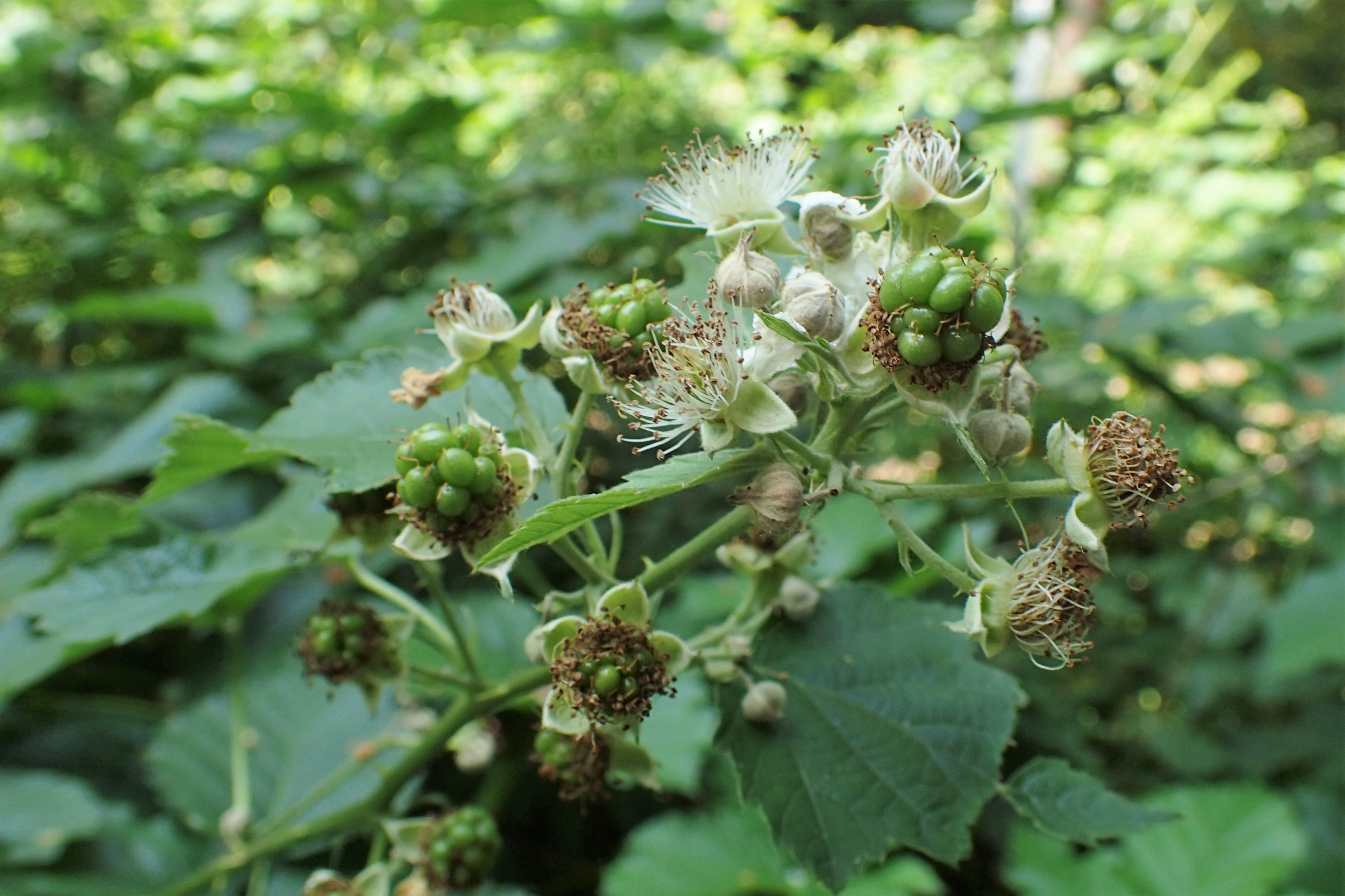
Rubus kuleszae

Jerzy Zieliński opisał samodzielnie lub we współautorstwie ponad 40 nowych taksonów, w tym kilkanaście gatunków, na przykład:
- Berberis khorasanica Browicz & Ziel.[10];
- Rosa freitagii Ziel.[11];
- Rubus bohemo-polonicus Trávn. & Ziel.[12];
- Rubus kaznowskii Kosiński & Ziel.[13];
- Rubus kuleszae Ziel.[14];
- Rubus limitaneus Maliński & Ziel.[15];
- Rubus lucentifolius Ziel. & Kosiński[16];
- Rubus prissanicus Kosiński, Maliński & Ziel.[17];
- Vicia parvula Ziel.[18]

## Upamiętnienie

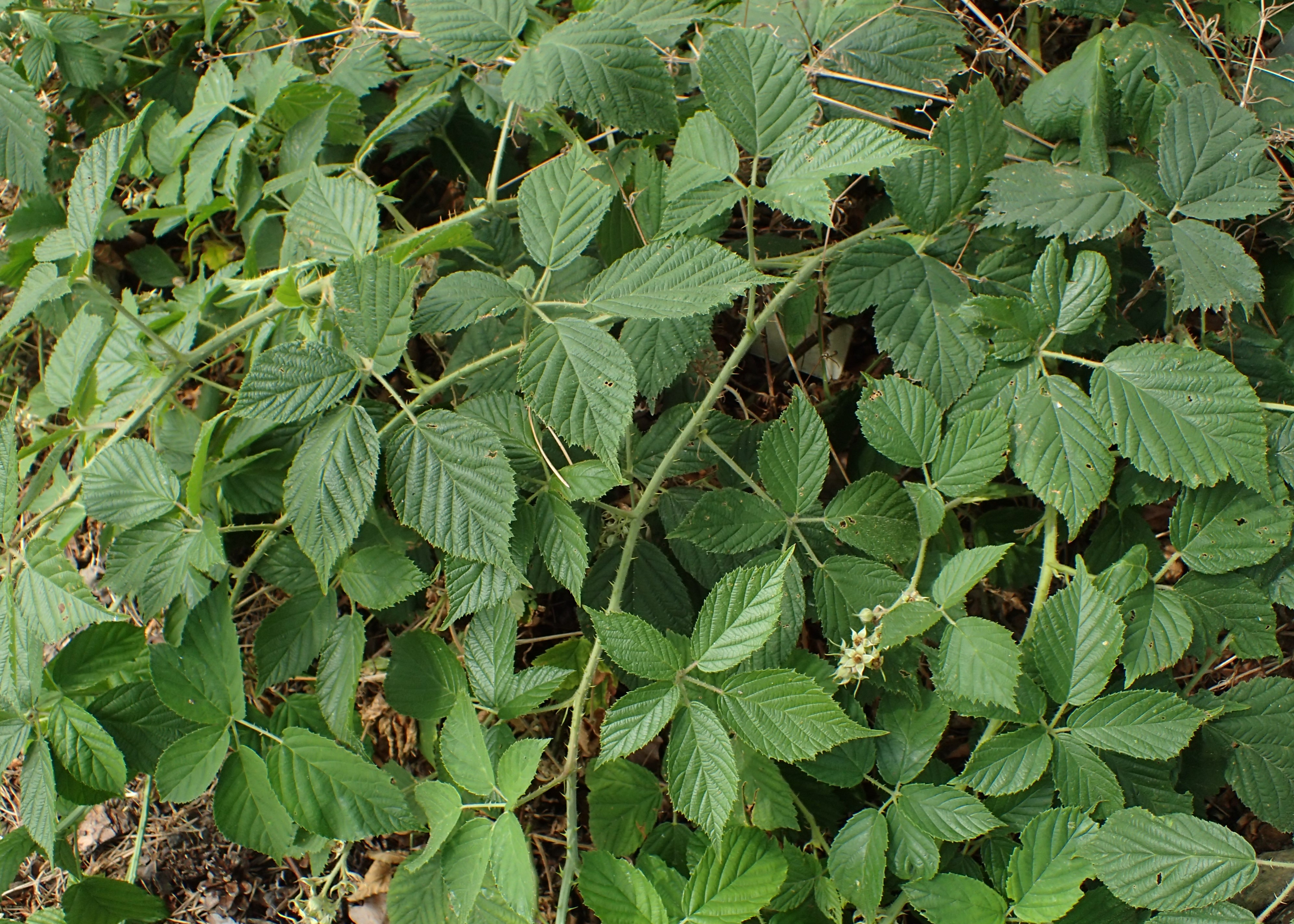
Rubus zielinskii

W 2022 nadano mu godność członka honorowego Polskiego Towarzystwa Dendrologicznego.
Na jego cześć nazwano gatunek jeżyny, występujący w południowo-wschodniej Polsce: jeżyna Zielińskiego Rubus zielinskii M. M. Wolanin & M. N. Wolanin.